# Sint-Elisabethkerk (Haren)
De Sint-Elisabethkerk is de parochiekerk van Haren, gelegen aan Sint-Elisabethstraat 1.
Reeds in de 12e eeuw was hier een kerk, waarvan de romaanse westtoren werd ingebouwd in de latere, laatgotische kerk die gedurende de 14e, 15e en 16e eeuw tot stand kwam. Deze werd gebouwd in witte zandsteen die uit groeven in de omgeving afkomstig was. Het betreft een driebeukige kerk.
Het interieur van de kerk omvat interessante muurschilderingen, zoals een 15e-eeuwse Sint-Gerardus, plantenranken als gewelfversiering uit de 16e eeuw, en schilderingen aan het koor uit de 2e helft van de 17e eeuw. De schilderingen werden ontdekt tijdens restauratiewerkzaamheden welke in 1953 werden uitgevoerd.
De kerkmeubelen zijn voornamelijk 18e-eeuws, en omvatten de preekstoel (1723), de communiebank (1728), de orgelkast (1773), een biechtstoel en de lambrisering. Diverse beelden, zoals een graflegging (15e eeuw), een gekruisigde Christus (16e eeuw), een Sint-Antonius. Dan zijn er enkele schilderijen uit de 16e en 17e eeuw, waaronder een Onze-Lieve-Vrouw met Kind door Joos van Cleve.